# Thomaston (Georgia)
Thomaston ist eine City mit 9170 Einwohnern im Upson County im US-Bundesstaat Georgia im Südosten der USA. In Thomaston befindet sich der Verwaltungssitz (County Seat) des County.

## Geschichte
Thomaston wurde am 1. Januar 1825 gegründet und als Sitz des Upson County festgelegt. Über die Strecke der Thomaston and Barnesville Railroad erhielt der Ort bereits 1839 Anschluss an das Eisenbahnnetz. Die Bahnstrecke wird heute durch CaterParrott Railnet im Güterverkehr betrieben.

## Name
Die Stadt wurde nach Jett Thomas (* 13. Mai 1776 in New York City; † 6. Januar 1817 ebenda) benannt, der ein US-amerikanischer Offizier, Politiker und Bauunternehmer war. Er kämpfte im Britisch-Amerikanischen Krieg zwischen den Vereinigten Staaten und dem Vereinigten Königreich, auch bekannt als Krieg von 1812.

## Baudenkmäler
Im Stadtzentrum befinden sich historische Gebäude:
- Upson County Courthouse, erbaut 1908, gelistet im NRHP Nr. 80001251[4]
- Sydney Barren House, erbaut im Style Federal Colonial Revival in den Jahren 1839, gelistet im NRHP Nr. 94000526.[5]
- W. A. Harp House, erbaut im Style Queen Anne in den Jahren 1875–1899, gelistet im NRHP Nr. 90000636.[6]
- First Baptist Church
- First United Methodist Church[7]
- The Old Methodist Church, erbaut 1880
- Ritz Theatre, erbaut 1927[8]
- The Martha Mills, ein Drehort des Films Die Tribute von Panem – Mockingjay.[9]

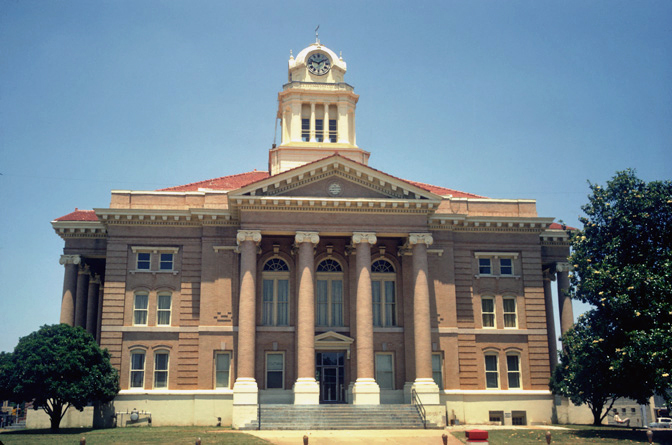
Upsom County Georgia Courthouse
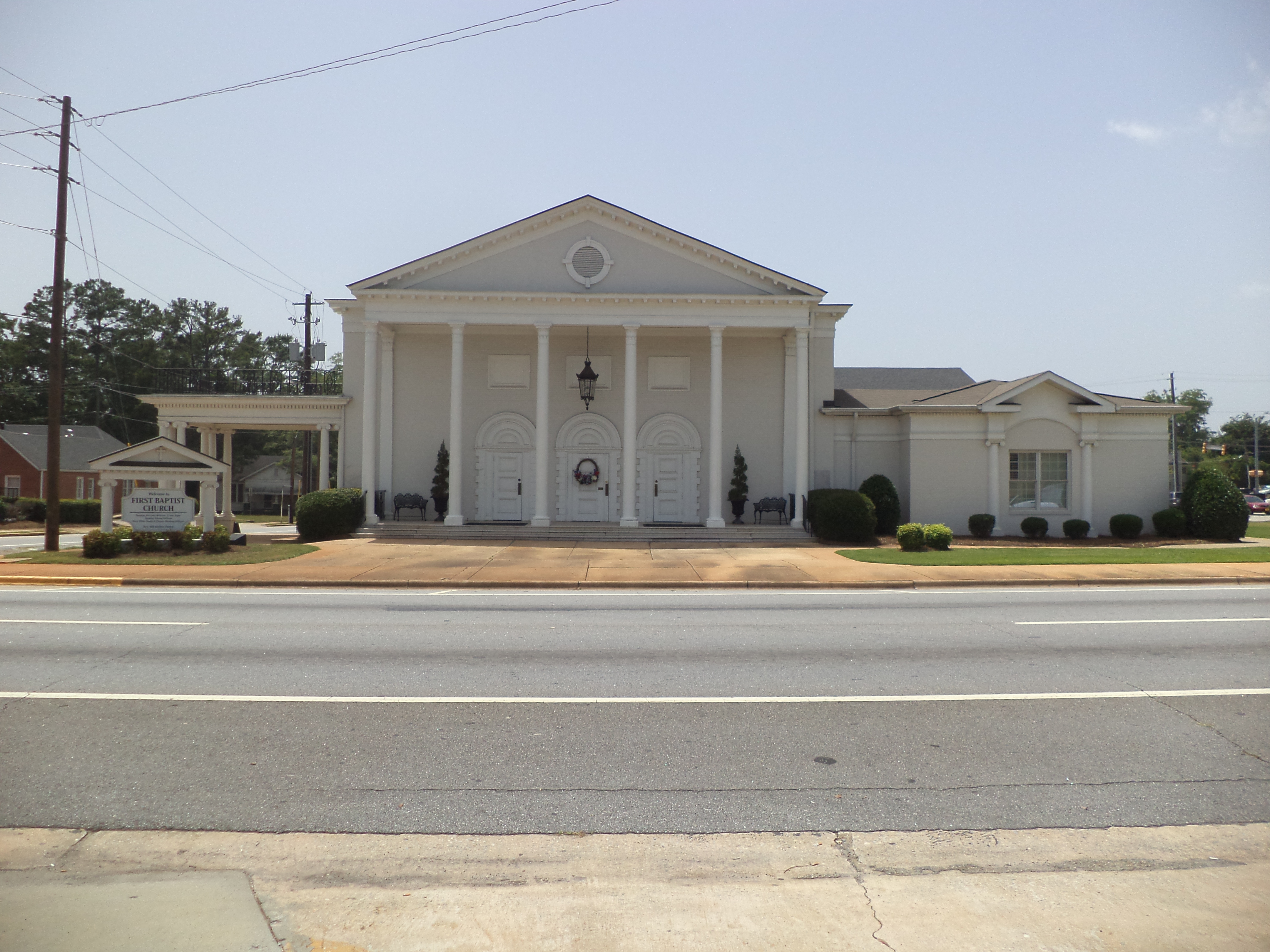
First Baptist Church
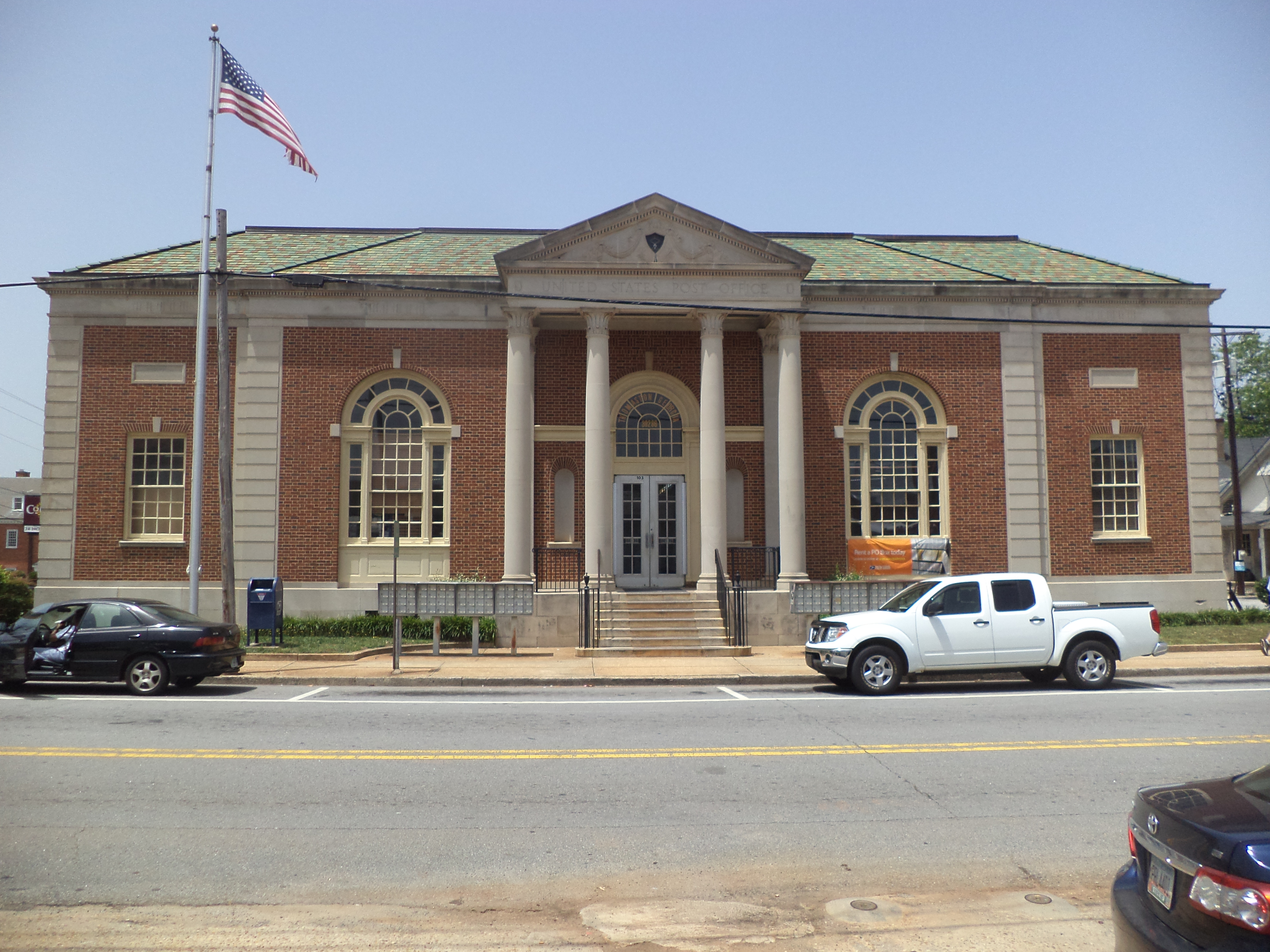
Postgebäude
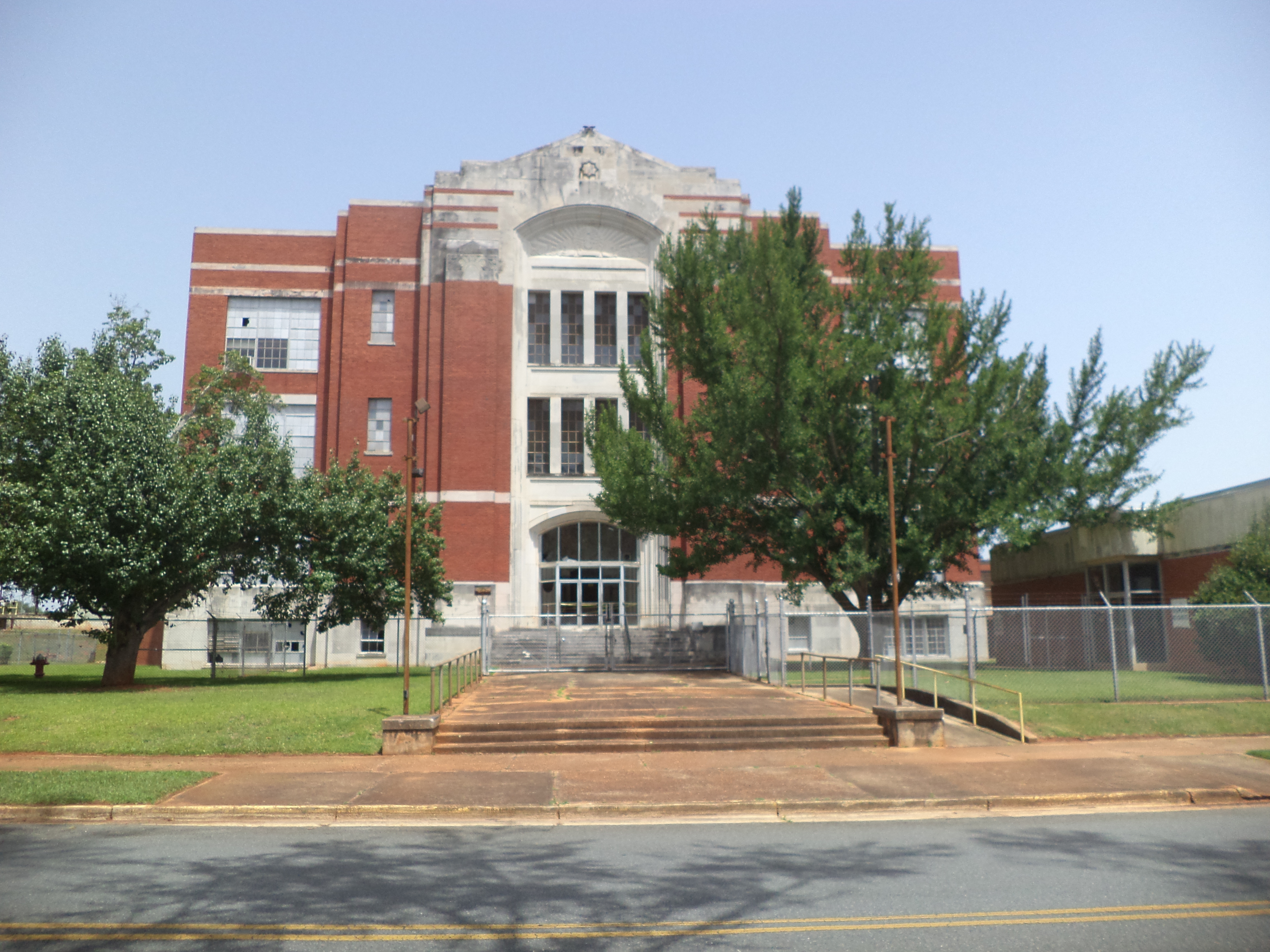
Martha Mills
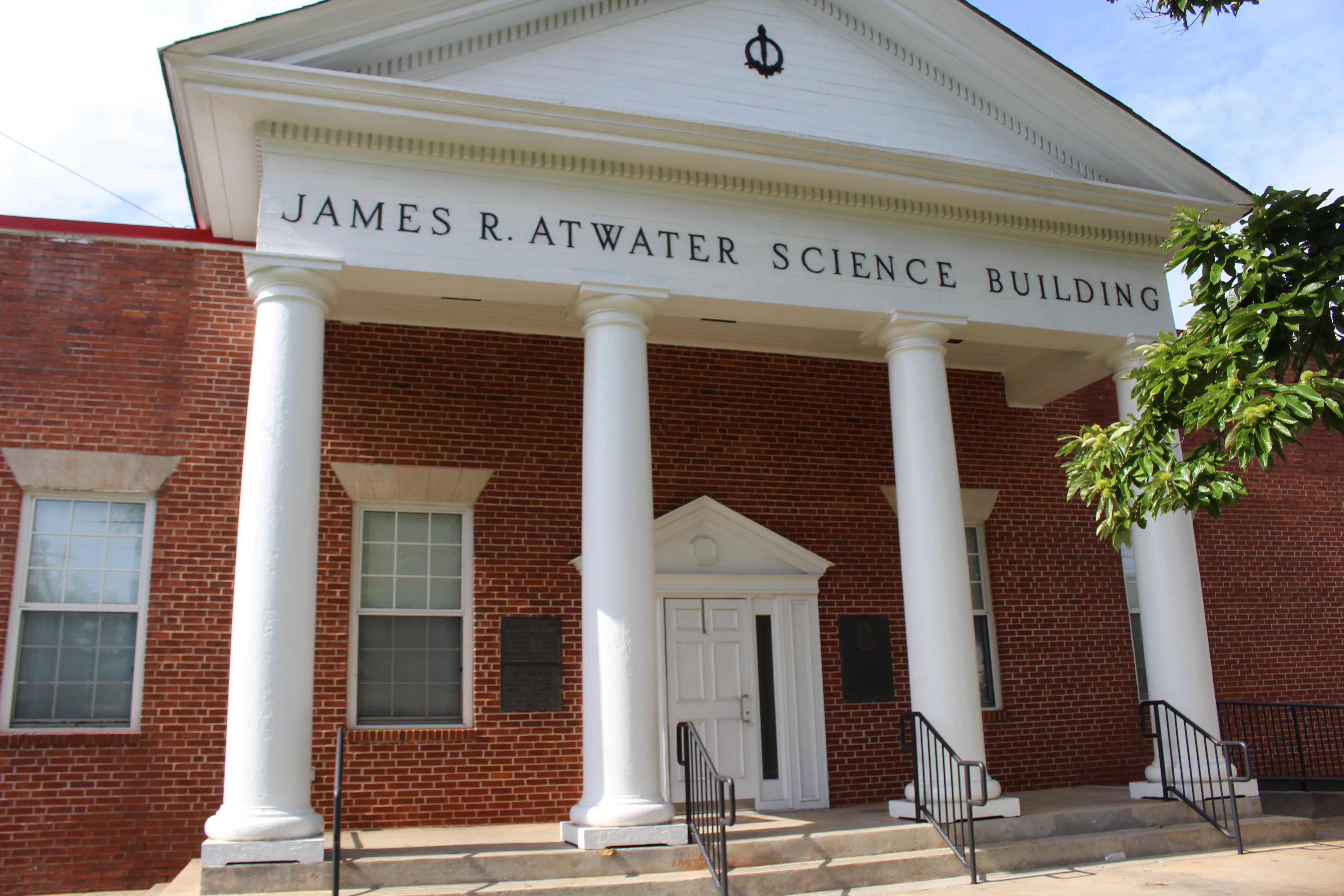
James R. Atwater Science Building
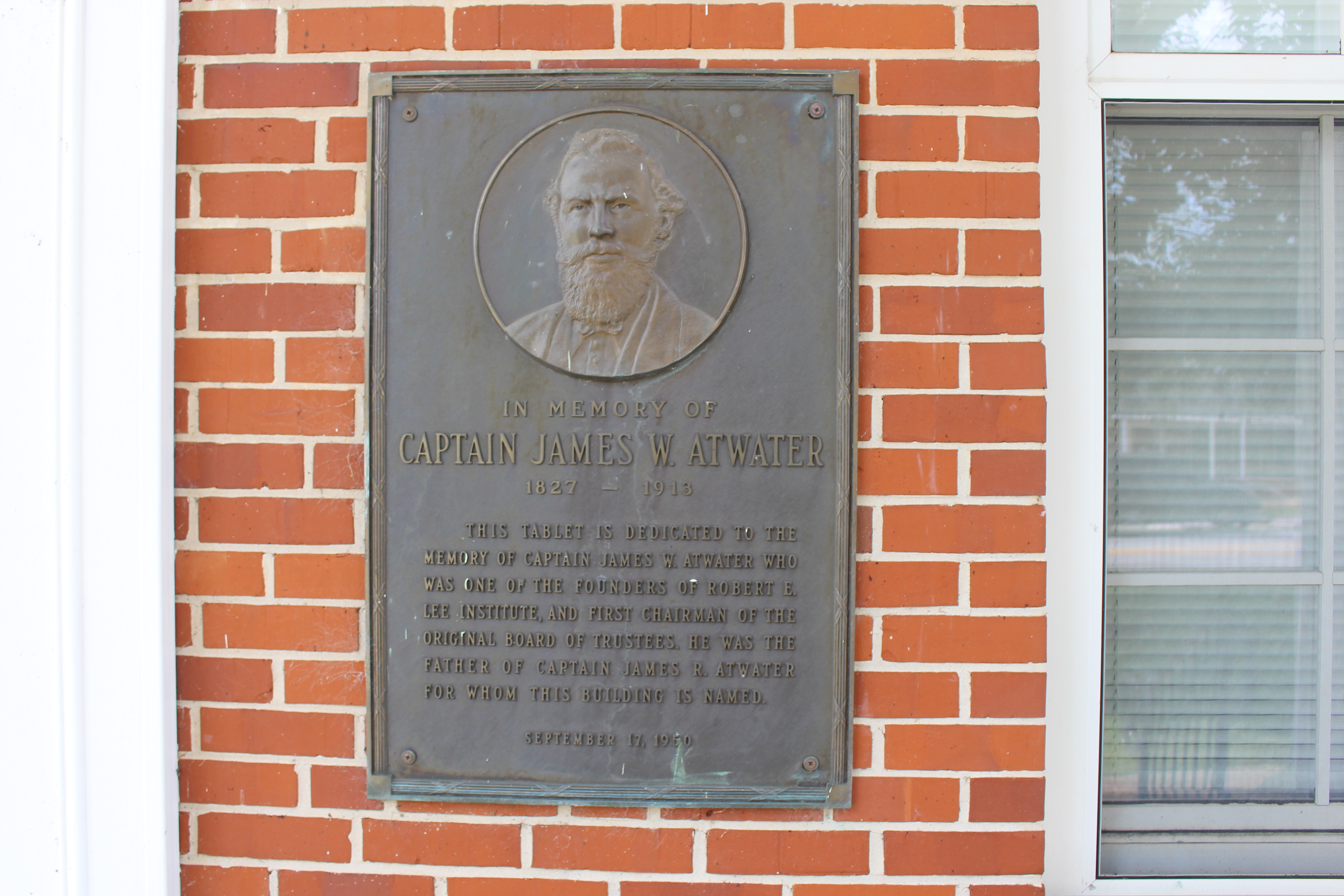
Captain James W Atwater 1827–1913, Gedächtnisplatte, R. E. Lee Institute.
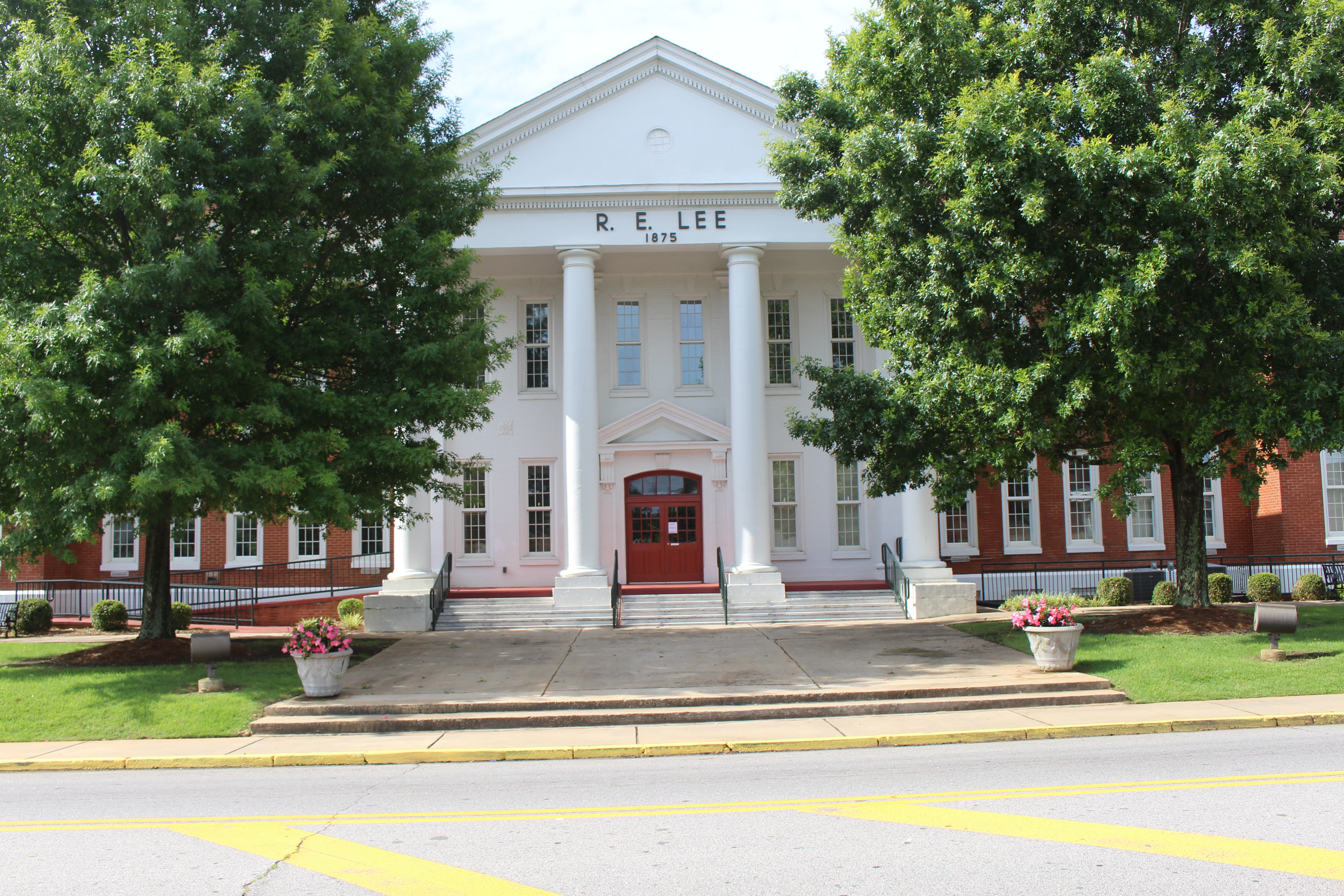
R. E. Lee Institute.
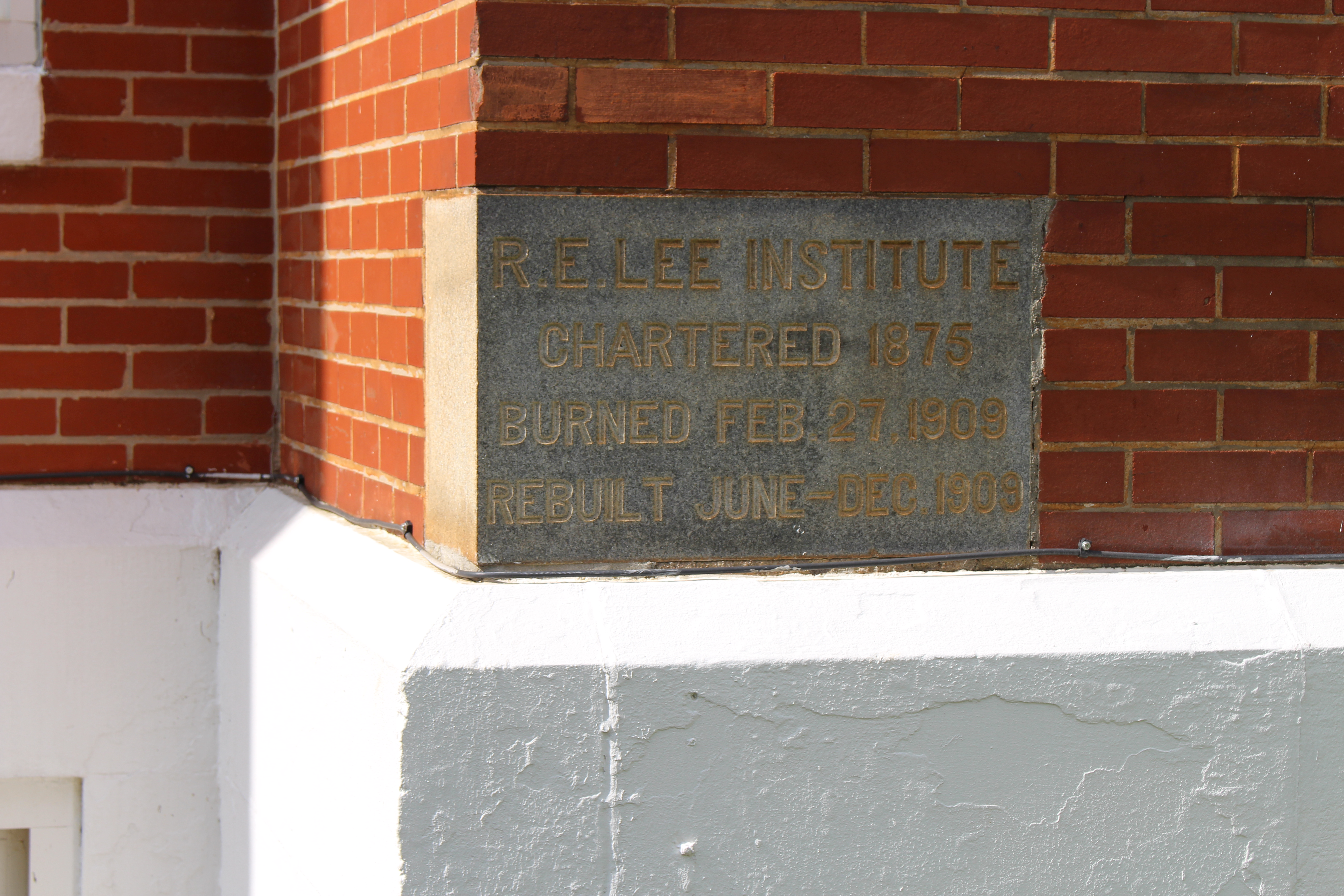
R. E. Lee Institute, ausgebrannt 27. Februar 1909, wiederaufgebaut Juni–Dezember 1909
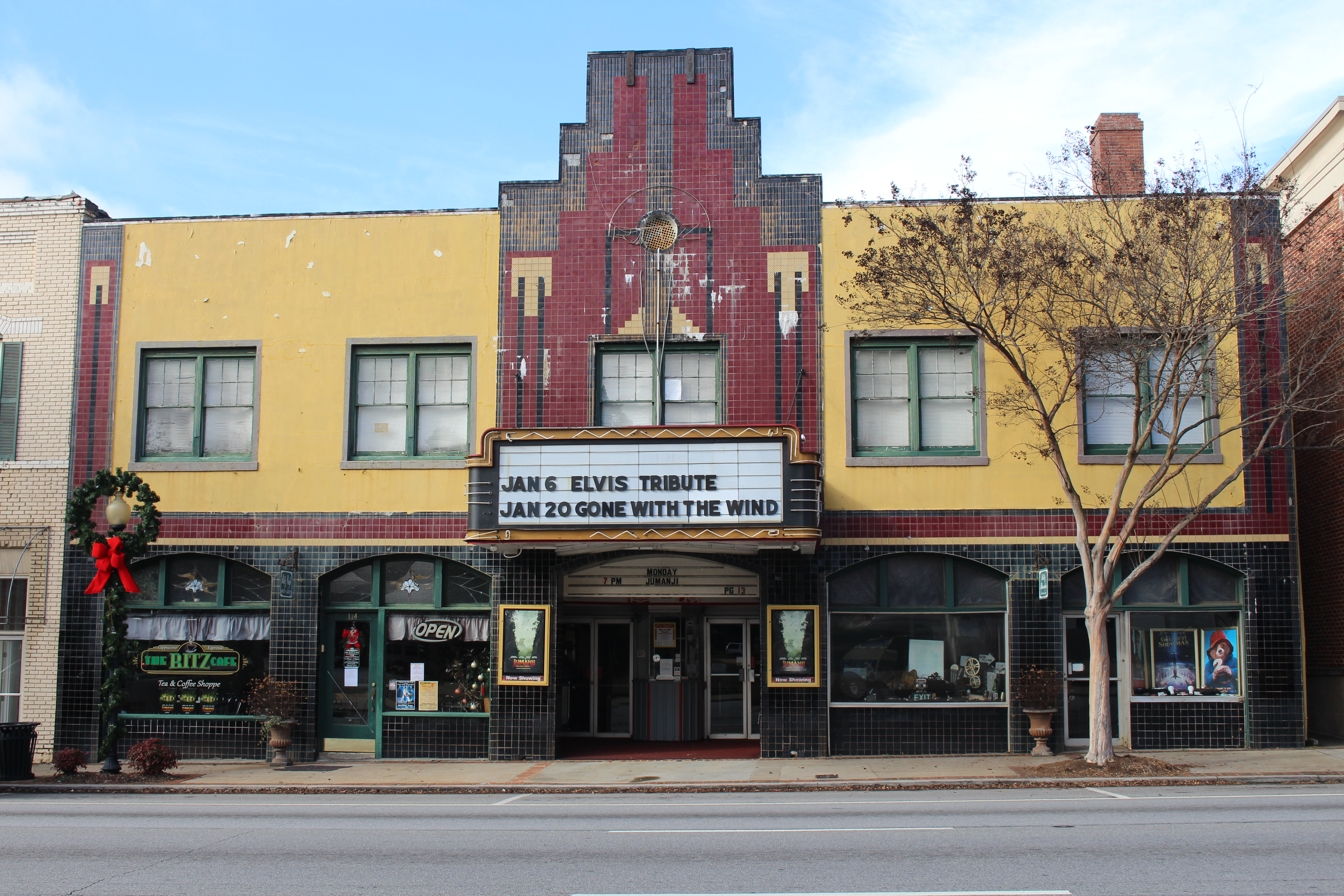
Ritz Theater
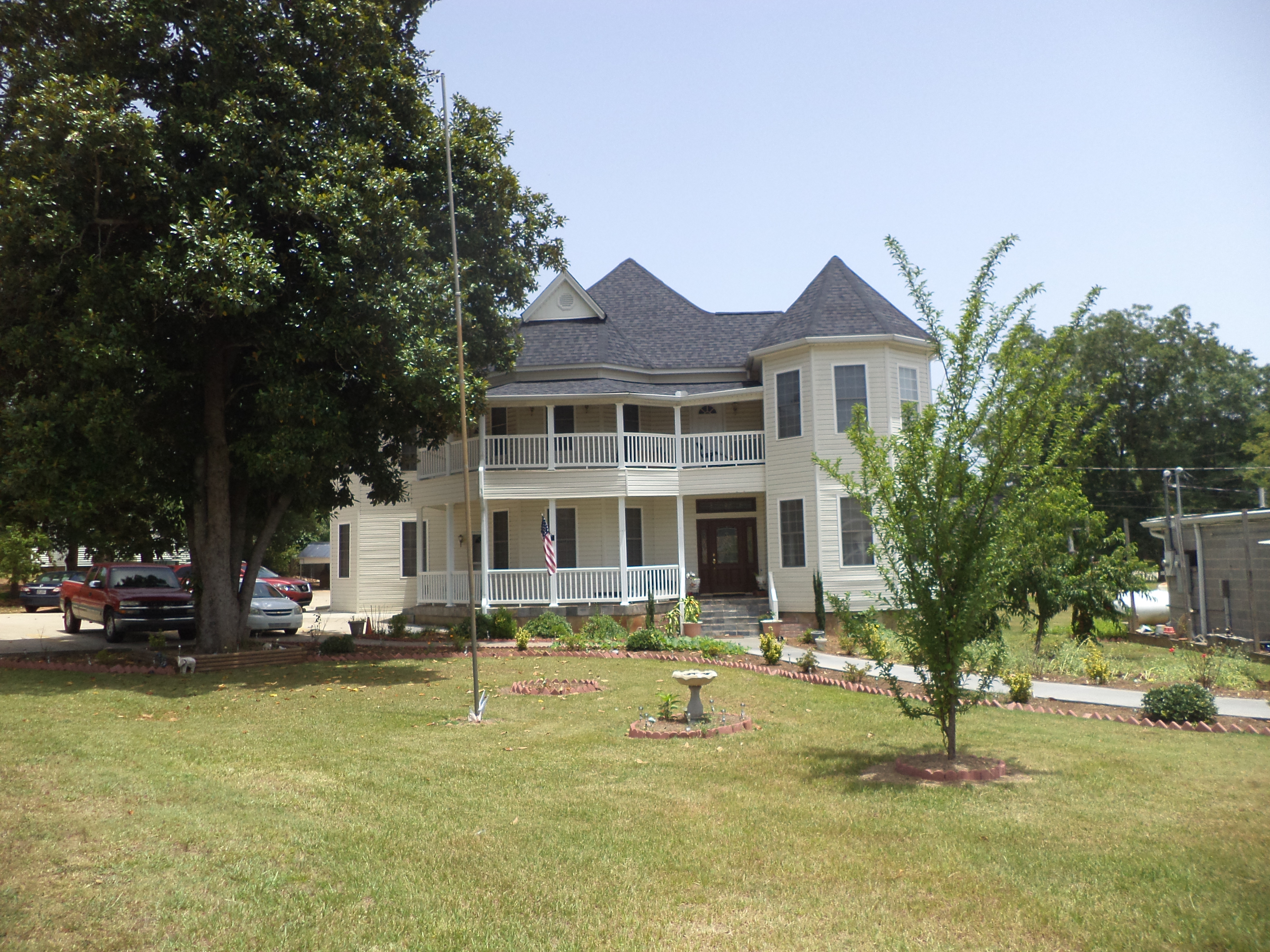
W. A. Harp House

## Söhne und Töchter der Stadt
- John Brown Gordon (* 6. Februar 1832; † 9. Januar 1904 in Miami, Florida), General von R. E. Lee während des amerikanischen Bürgerkriegs und Gouverneur von Georgia 1886–1890.
- Marion Montgomery (* 16. April 1925; † 23. November 2011 in Crawford, Georgia), Dichter, Romanautor und Interpret von Flannery O’Connor
- Frank Gordy (* 9. Februar 1904; † 18. Juni 1983) Gründer der Restaurantkette The Varsity
- Wayne Cochran (* 10. Mai 1939; † 21. November 2017 in Miramar, Florida), US-amerikanischer Soulsänger